# Grupo Especializado de Mujeres en Física
El Grupo Especializado de Mujeres en Física es un grupo de la Real Sociedad Española de Física que se encarga de estudiar y difundir la labor de la mujer en el desarrollo de la Física. Según especifica en su propia página web:

La participación de las mujeres en el avance y desarrollo de la Física ha sido, históricamente, minoritaria.
El Grupo "Mujeres en Física" se propone analizar las causas de esta situación y estudiar medidas para su corrección, consciente de que el progreso de la sociedad moderna se debe basar en el trabajo cooperativo de hombres y mujeres por igual.

Actualmente está presidido por Pilar López Sancho, y Pascuala García Martínez ocupa el cargo de secretaria.